# NGC 2227
NGC 2227 is een balkspiraalstelsel in het sterrenbeeld Grote Hond. Het hemelobject werd op 27 januari 1835 ontdekt door de Britse astronoom John Herschel.

## Synoniemen
- ESO 556-23
- MCG -4-16-4
- IRAS 06238-2158
- PGC 19030